# امرسون (آیووا)
امرسون (به انگلیسی: Emerson) شهری در ایالت آیووا کشور ایالات متحده آمریکا است که جمعیت آن در سرشماری سال ۲۰۱۰ میلادی، ۴۳۸ نفر بوده‌است.